# Чисте (Магжана Жумабаєва район)
Чи́сте (каз. Чистое) — село у складі району Магжана Жумабаєва Північноказахстанської області Казахстану. Входить до складу Каракогинського сільського округу.
Населення — 125 осіб (2021; 212 у 2009, 328 у 1999, 412 у 1989).
Національний склад станом на 1989 рік:
- росіяни — 49 %
- німці — 21 %.